# Poecilmitis kaplani
Poecilmitis kaplani là một loài bướm thuộc họ Lycaenidae. Đây là loài đặc hữu của Nam Phi.